# Сайан (Верхние Пиренеи)
Сайа́н (фр. Sailhan, окс. Salhan) — коммуна во Франции, находится в регионе Юг — Пиренеи. Департамент — Верхние Пиренеи. Входит в состав кантона Вьель-Ор. Округ коммуны — Баньер-де-Бигор.
Код INSEE коммуны — 65384.

## География

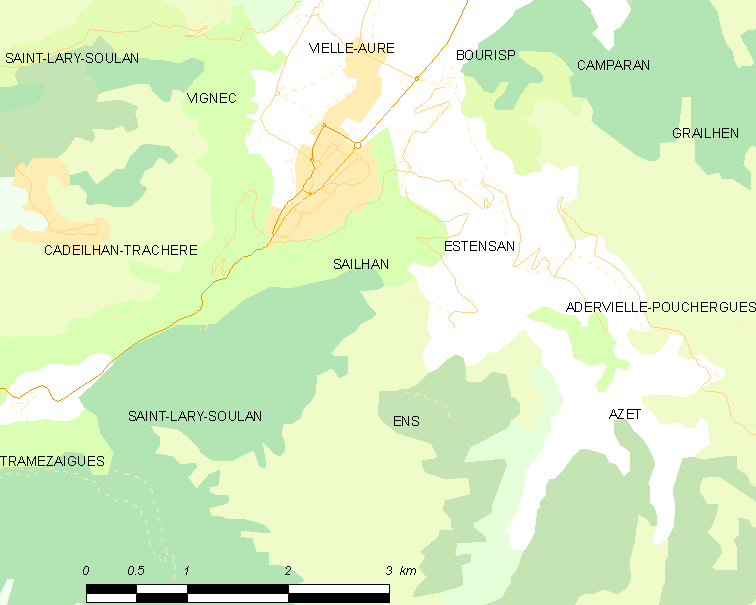
Карта коммуны

Коммуна расположена приблизительно в 690 км к югу от Парижа, в 130 км юго-западнее Тулузы, в 55 км к юго-востоку от Тарба.

## Климат
Климат умеренно-океанический с солнечной тёплой погодой и обильными осадками на протяжении практически всего года.

## Население
Население коммуны на 2010 год составляло 127 человек.
| 1962 | 1968 | 1975 | 1982 | 1990 | 1999 | 2010 |
| ---- | ---- | ---- | ---- | ---- | ---- | ---- |
| 147  | 128  | 101  | 90   | 106  | 104  | 127  |

## Администрация
| Период | Период | Фамилия        | Партия | Примечания |
| ------ | ------ | -------------- | ------ | ---------- |
| 2001   | 2008   | Берт Казала    |        |            |
| 2008   | 2014   | Жан-Пьер Тюрмо |        |            |
| 2014   | 2020   | Дидье Брён     |        |            |

## Экономика
В 2010 году среди 83 человек трудоспособного возраста (15-64 лет) 61 были экономически активными, 22 — неактивными (показатель активности — 73,5 %, в 1999 году было 72,9 %). Из 61 активных жителей работали 59 человек (30 мужчин и 29 женщин), безработных было 2 (0 мужчин и 2 женщины). Среди 22 неактивных 4 человека были учениками или студентами, 12 — пенсионерами, 6 были неактивными по другим причинам.

## Фотогалерея

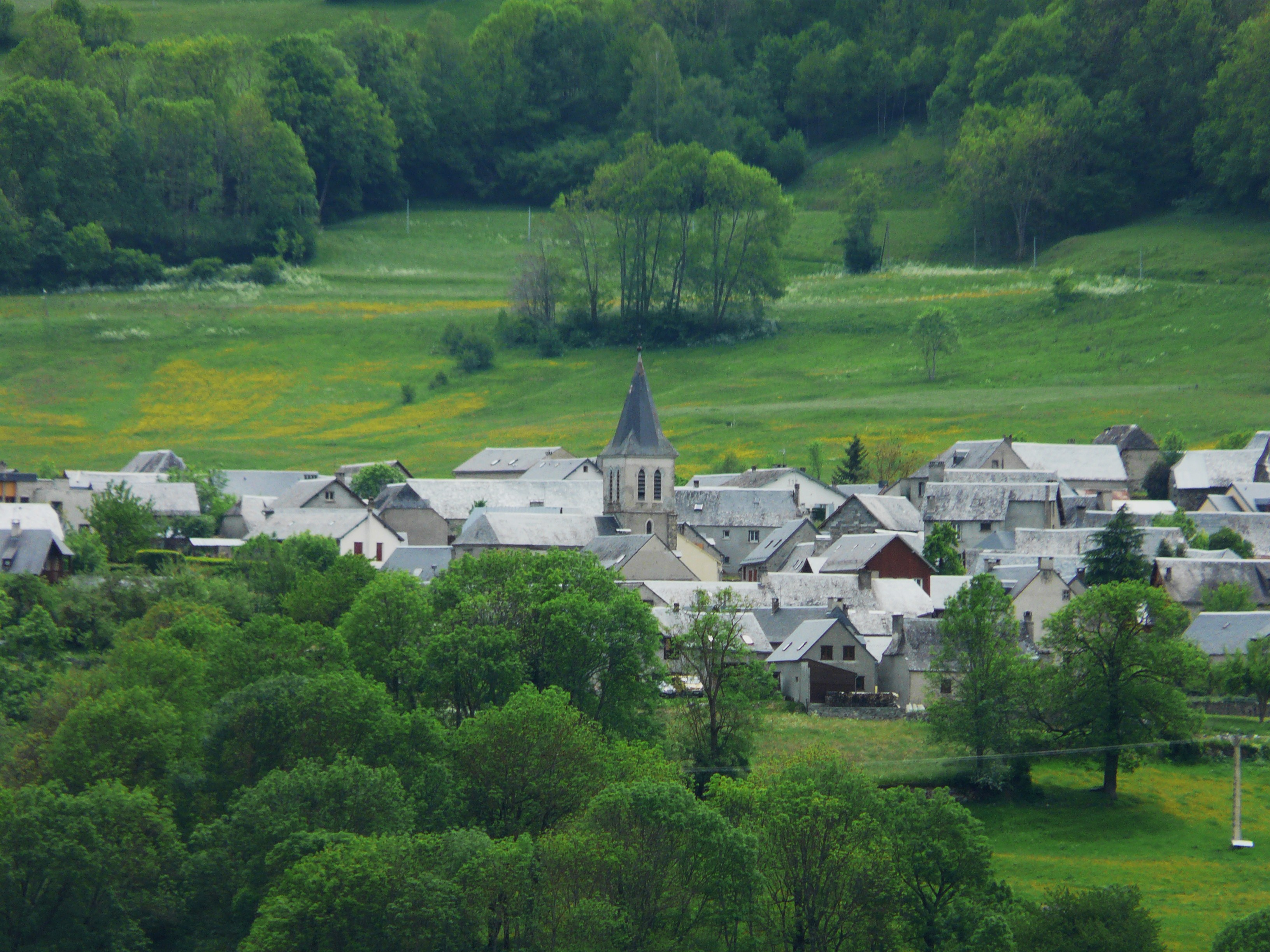
Сайан
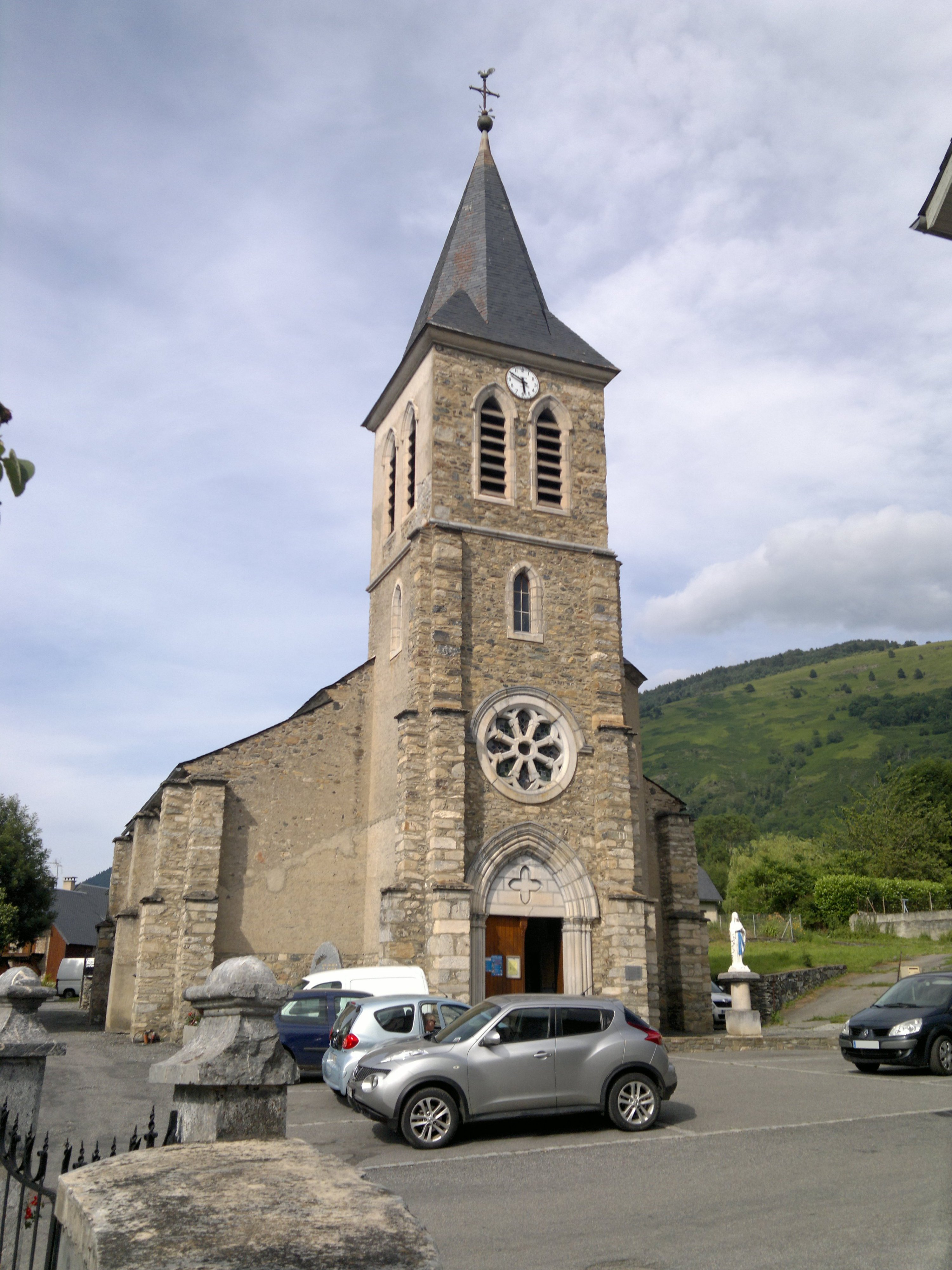
Церковь Св. Лаврентия
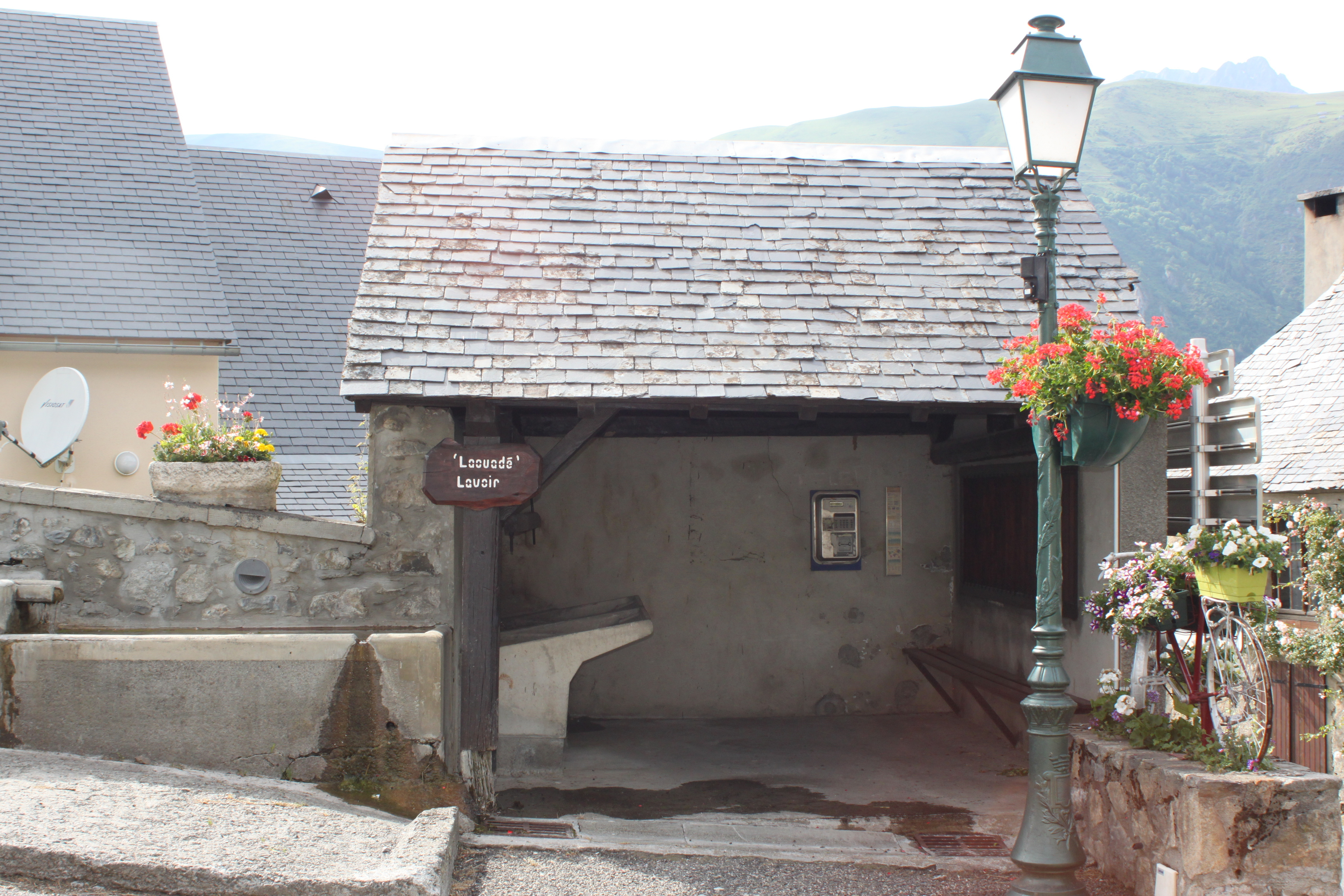
Общественная прачечная
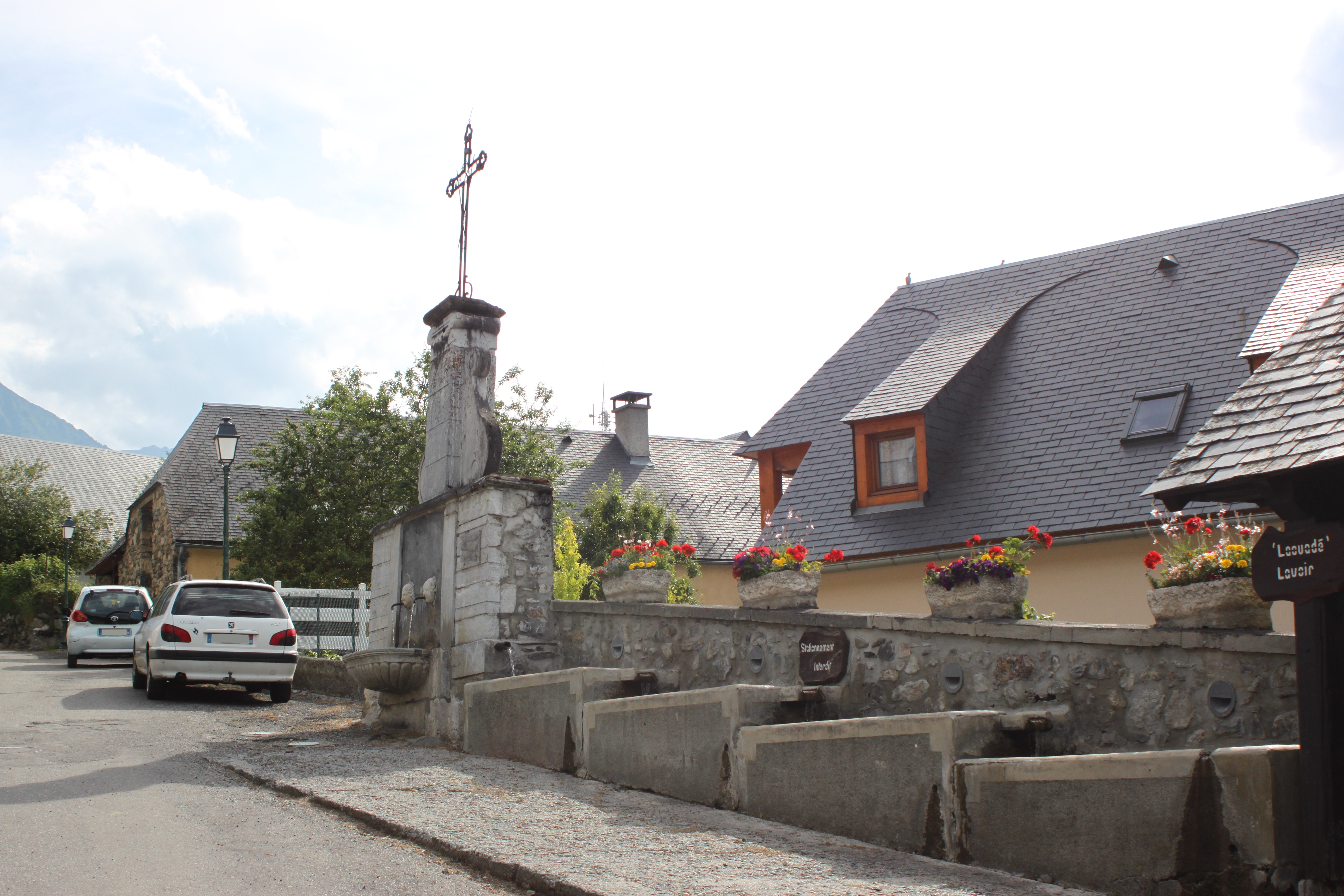
Фонтан-поилка